# 芳川公園
芳川公園（よしかわこうえん）は長野県松本市小屋北にある大規模な都市公園（地区公園）である。
1996年3月31日開設。市最南部の中核的な公園。植栽はあまりされておらず、3.9haの公園に芝が広がっている。その中央部を貫くように人工の川（親水設備）がある。人工の川は公園北東の角へ流れていき、北東の角には噴水がある。公園南東部にはグラウンドが設けられている。西側にはアスレティックや来訪者向けの駐車場がある。近隣はここ20年で宅地化が進んだ地区（現在も続いている）で、それらの住民が多い。東側にJR篠ノ井線、南側に松本環状高家線などの幹線がひしめいているが、公園中央部ではそのことを感じさせない。

## アクセス
- 長野自動車道 塩尻北インターチェンジから車で約10分。
- JR 篠ノ井線 平田駅から徒歩約10分。